# Sedum longifuniculatum
Sedum longifuniculatum är en fetbladsväxtart som beskrevs av Kun Tsun Fu. Sedum longifuniculatum ingår i Fetknoppssläktet som ingår i familjen fetbladsväxter. Inga underarter finns listade i Catalogue of Life.